# Antonio Inoki
Kanji Inoki, meglio conosciuto con il ring name Antonio Inoki  (アントニオ猪木?) (Yokohama, 20 febbraio 1943 – Tokyo, 1º ottobre 2022), è stato un wrestler e politico giapponese, considerato tra le più importanti personalità nella storia del wrestling.

## Biografia

### Origini e formazioni
Proveniente da una famiglia benestante di Yokohama, ridotta sul lastrico dopo la seconda guerra mondiale, era il sesto figlio, e il secondo più giovane dei sette ragazzi e quattro ragazze, di Sajirō Inoki, uomo d'affari e politico, e di sua moglie Fumiko, nata Sagara. Il padre morì improvvisamente d'infarto miocardico durante le elezioni del 1948, quando il figlio aveva cinque anni. Nel 1957, a 14 anni, si trasferì in Brasile con il nonno, la madre e i fratelli, dove si dedicò a diverse attività sportive, soprattutto al karate.

### L'interesse per la lotta libera
Il giovane Inoki si era già appassionato alla lotta grazie agli incontri del grande Rikidōzan visti in televisione fin dall'inizio degli anni cinquanta, quando la popolarità di quello che viene considerato il fondatore del pro-wrestling giapponese era al suo apice.
Nel 1960, all'età di 17 anni, dopo l'incontro proprio in Brasile con la leggenda vivente Rikidōzan che lo prese come allievo, il giovane Inoki cominciò ad interessarsi al wrestling professionistico. Evidentemente, il grande lottatore vide in questo ragazzo nippo-brasiliano (191 cm di altezza per un peso di 110 kg) un'ottima promessa per la sua Japan Pro-Wrestling Association, e decise quindi di riportarlo con sé in Giappone per farne un suo allievo e discepolo.
Prese ispirazione per il suo nome d'arte dal wrestler italiano Antonino Rocca, di cui Rikidōzan era ammiratore. Fece il suo debutto nella Japan Pro-Wrestling Association nel 1960, dopo essersi sottoposto ad un intenso allenamento sotto la guida dello stesso Rikidōzan. Lottò il suo primo incontro il 30 settembre 1960, dove fu sconfitto da Kintaro Ohki.

### I primi incontri e l'affermazione
La prima occasione per una vera e propria mania di protagonismo arrivò dopo la fine violenta del maestro Rikidōzan, ucciso da Katsushi Murata, un membro della yakuza che lo pugnalò, intingendo il coltello nella propria urina. Movente dell'omicidio fu, per lungo tempo, sospettata essere una vendetta per l'esito dell'incontro di wrestling tra Rikidozan e Masahiko Kimura, che doveva essere predeterminato, ma fu vinto da Rikidozan.
Abbandonò il Giappone e compì un lungo tour negli Stati Uniti, dove conquistò titoli di coppia in diverse federazioni. Quando tornò in patria, nel 1966, fondò la Tokyo Pro-Wrestling, federazione che si pose in diretta concorrenza con la Japan Pro-Wrestling Association del suo defunto maestro.
Ma la sua avventura solista durò ben poco. Ad un anno dalla sua fondazione, la Tokyo Pro-Wrestling chiuse i battenti e ritornò a combattere per la Japan Pro-Wrestling Association, dove formò l'imbattibile coppia B-I Cannon con Giant Baba, anch'egli allievo di Rikidōzan. Questo tag team raccolse consensi e titoli fino alla fine del 1971, quando, in seguito ad una sconfitta, si sciolse definitivamente.
E qui, le sue ambizioni si rivelarono. Forte della fama guadagnata insieme a Giant Baba dal 1967 in poi, nel 1972 il popolare lottatore nippo-brasiliano si staccò dalla Japan Pro-Wrestling Association e fondò una seconda federazione di sua proprietà, la New Japan Pro-Wrestling. Questa volta, forse grazie alla maggiore esperienza accumulata nel corso degli anni, la federazione funzionò. Nel primo show della federazione lottò contro la leggenda del wrestling Karl Gotch.
La fondazione della New Japan Pro-Wrestling segnò la fine della Japan Pro-Wrestling Association, dato che anche Giant Baba fondò, quasi contemporaneamente la sua federazione, la All Japan Pro Wrestling, attiva e diretta concorrente della sua creatura. Da quel momento in poi, Inoki costruì la sua fama mondiale vincendo titoli di campione, questa volta in singolo, non solo in patria ma anche in Messico e negli Stati Uniti, arrivando a sconfiggere perfino l'imbattibile André the Giant (ben 223 cm e 250 kg), un'impresa riuscita solo a pochi altri.

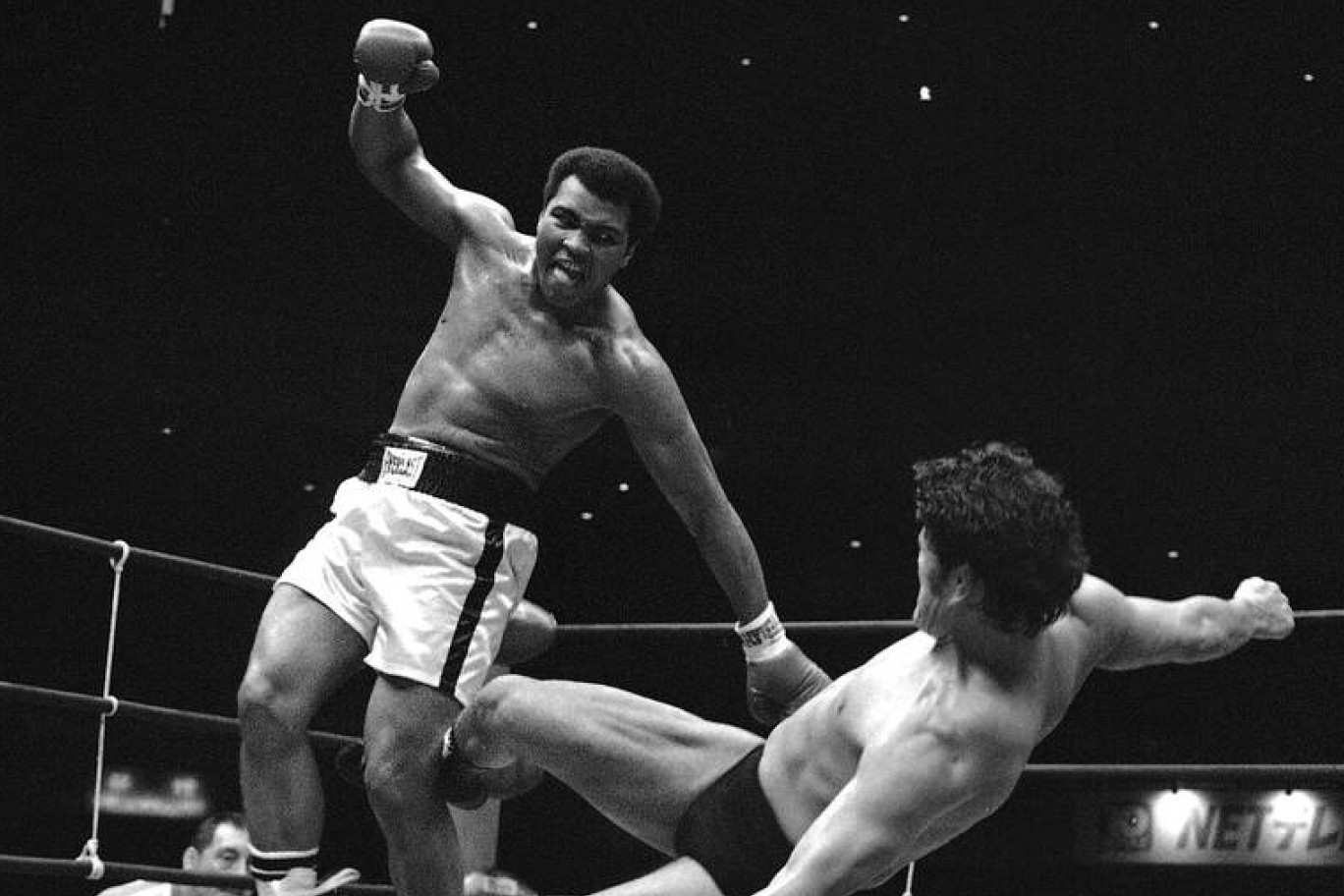
Inoki vs Muhammad Ali

Verso la metà degli anni settanta, intraprese una serie di sfide con campioni di diverse discipline di combattimento, nel tentativo di consolidarsi come assoluto detentore del World Martial Arts Championship. Ne uscì quasi sempre vincitore, ma, per ragioni decisamente diverse, almeno due incontri sono degni di nota. Infatti, uno degli incontri più famosi e discussi lo vide opposto all'allora campione dei pesi massimi WBA e WBC Muhammad Ali. L'incontro, tenutosi a Tokyo il 26 giugno 1976 nel corso dell'evento speciale Showdown at Shea organizzato dalla World Wide Wrestling Federation, fece ovviamente scorrere fiumi di denaro e le borse miliardarie per i due atleti crearono molti sospetti sul finale in parità del match. Non affrontò il grande pugile attraverso i pugni ma cercando una tattica alternativa e temporeggiando rendendo l'incontro per gli spettatori poco avvincente. Ad arbitrare l'incontro, il lottatore e judoka americano Gene LeBell.

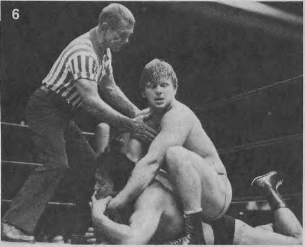
Bob Backlund vs Antonio Inoki (1982)

Il 12 dicembre dello stesso anno affrontò in Pakistan Akram Pehlwan, leggendario lottatore del luogo. L'8 dicembre 1977 al Ryogoku Sumo Hotel, fu protagonista di un famigerato match con The Great Antonio, un wrestler croato-canadese, durante il quale quest'ultimo inspiegabilmente cominciò a colpirlo con colpi "stiff". Il lottatore giapponese rispose in maniera "Shoot" colpendolo ripetutamente, e mandandolo KO con una serie di pugni e calci sulla testa. The Great Antonio finì l'incontro in una pozza di sangue. L'episodio segnò la fine dell'attività di wrestler di Great Antonio, che non combatterà mai più in futuro.

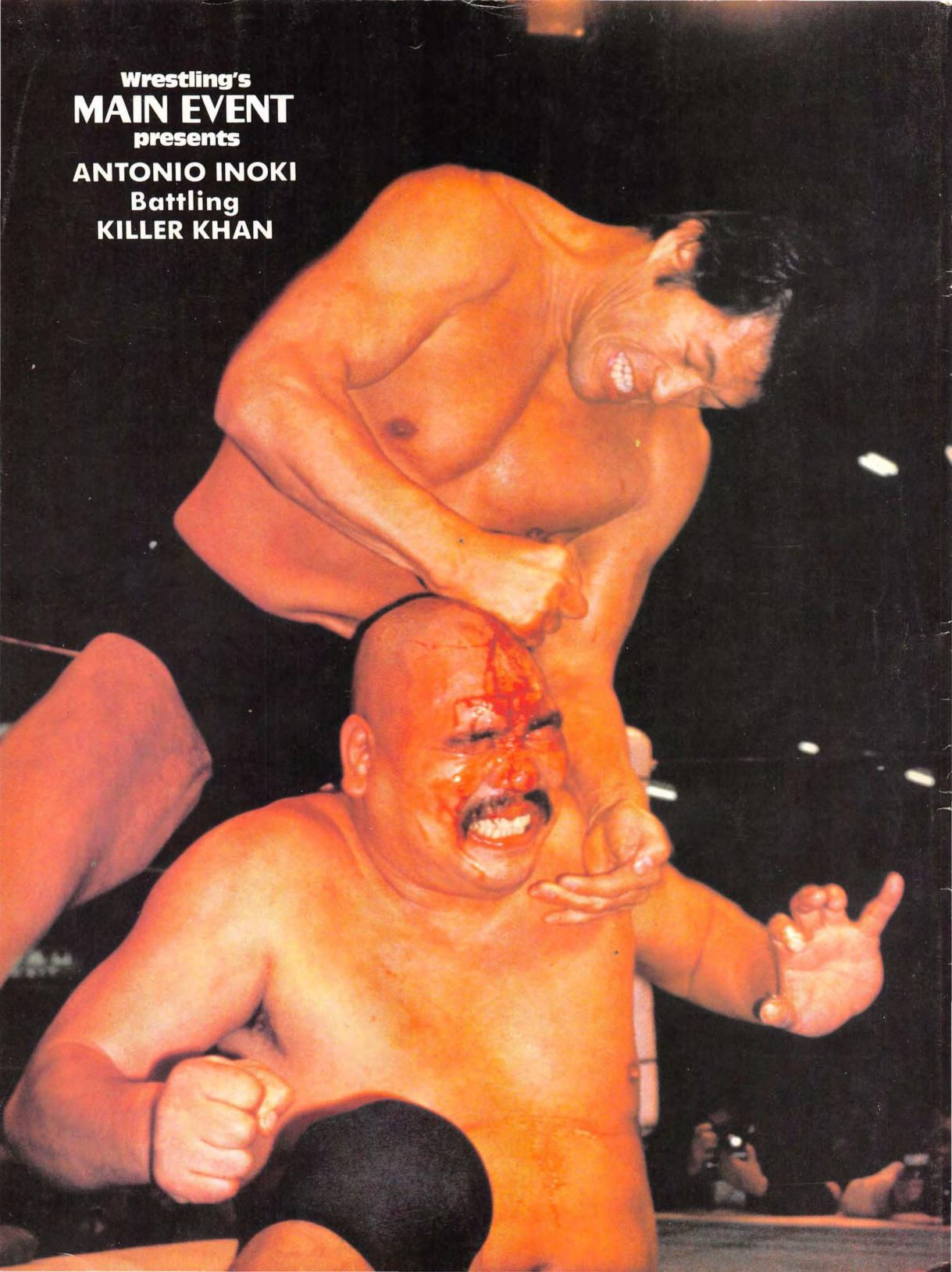
Antonio Inoki colpisce Killer Khan con un oggetto contundente

Nel 1979 sconfisse l'allora WWF Champion Bob Backlund, in Giappone, e vinse il titolo. In seguito Backlund vinse il rematch, ma per le interferenze di Tiger Jeet Singh il match fu dichiarato no-contest. Tuttavia Inoki rifiutò il titolo e questo fu reso vacante. La WWE comunque non ha mai reso ufficiale il suo regno.
Per un po' di tempo, lasciò perdere gli incontri shoot, che in gergo significano veri, cioè non predeterminati come nel wrestling puro, e creò per la sua NJPW l'International Wrestling Grand Prix, un titolo prestigioso e aperto ai lottatori di tutto il mondo. Questo titolo, del quale il nippo-brasiliano si fregiò più volte nella sua carriera, gli dette anche qualche dispiacere inatteso. Nel corso di un incontro con il celeberrimo Hulk Hogan, infatti, subì un infortunio che obbligò i due ad anticipare la fine del match. Hogan ne uscì vincitore e fu tra i pochi occidentali ad aver indossato la cintura di IWGP Heavyweight Championship.
Riconquistò poi la sua cintura e affrontò per l'ultima volta Hogan nel 1985 sconfiggendolo per count out in un Title vs Title Match tra Inoki detentore del IWGP e Hulk Hogan WWF Heavyweight Champion.

### Il declino e il ritiro
Da quel momento in poi, peggiorò. Avviato verso la fase calante della sua carriera, si trovò a fronteggiare la popolarità delle nuove stelle lanciate proprio dalla sua federazione. Dalla metà degli anni ottanta in poi, lottò sempre meno, impegnandosi più come organizzatore e impresario.
Nel 1995 stabilì il record assoluto di presenze per un evento di wrestling open-air, e non solo, quando richiamò 190.000 spettatori a Pyongyang, in Corea del Nord, per l'International Sports and Culture Festival for Peace che nel main event della serata lo vide vittorioso in poco meno di venti minuti su Ric Flair.
Si ritirò ufficialmente nel corso del grande evento chiamato The Inoki Final, 4 gennaio 1998, evento che vide sfilare i tanti campioni che hanno segnato la sua carriera, tra i quali Muhammad Ali, davanti ad un pubblico di 70.000 persone. Pochi mesi dopo annunciò la fondazione di una nuova organizzazione, la Universal Fighting-arts Organization e nel 2007, creò la Inoki Genome Federation.

### La carriera politica
Nel 1989 creò il "Partito dello sport e della pace" (スポーツ平和党?, Supōtsu heiwa tō) e nello stesso anno fu eletto nella Camera dei consiglieri della Dieta Nazionale del Giappone. Fu il primo wrestler al mondo ad essere eletto parlamentare di una nazione. Nel corso della sua legislatura, pur se molto impegnato in politica, continuò a lottare e ad organizzare diversi show. Nel 1995 non venne rieletto ed abbandonò la scena politica.
Durante la crisi del Kuwait, incontrò Saddam Hussein per il rilascio di alcuni prigionieri in Iraq prima dello scoppio della Guerra del Golfo. Come regalo tradizionale per i capi di Stato, Hussein gli donò una coppia di spade dorate.
Tra il 2011 e il 2012 si impegnò mediante incontri con importanti esponenti politici nel tentativo di migliorare i rapporti diplomatici tra il Giappone e le due Coree.
Nel luglio 2013 rientrò in Parlamento, alla Camera dei consiglieri, eletto come Senatore per il Restoration Party.

### Ultimi anni e morte
Nel luglio 2020, dichiarò di soffrire di amiloidosi, una rara malattia cardiaca. La sua ultima apparizione pubblica fu ad agosto in uno show televisivo, su una sedia a rotelle.
Morì a Tokyo il 1º ottobre 2022, all'età di 79 anni. È stato sepolto nel cimitero Tsuta Onsen di Aomori.

## Arti marziali miste

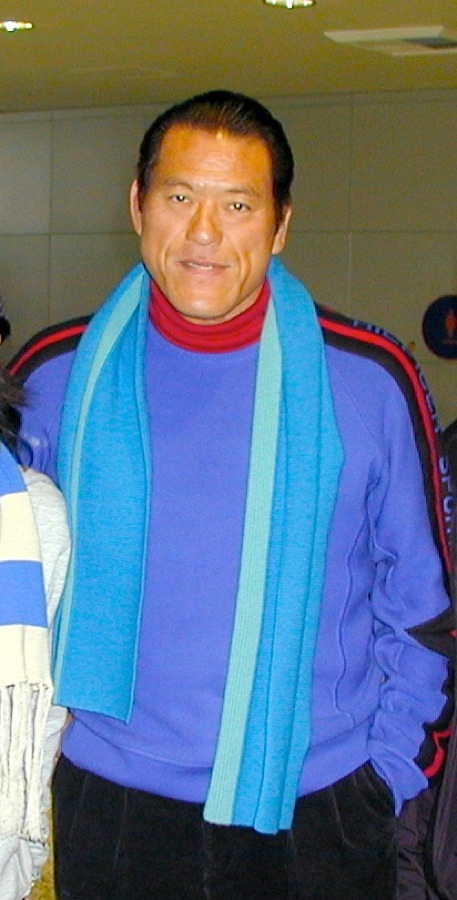
Inoki nel 2002

Ha sempre difeso il lato sportivo del wrestling. Ha combattuto contro pugili, judoka, karateka, esperti di kung fu, lottatori di sumo e catcher, facendo di lui uno dei precursori delle moderne MMA. In questi match ne uscì quasi sempre vincitore. Ad ogni modo gli va il merito di aver fatto diventare il puroresu famoso in tutto il mondo, grazie ai suoi incontri con Muhammad Ali, Billy Robinson, Ric Flair, Hulk Hogan, André the Giant e Tiger Mask, essendo riconosciuto così come una delle più grandi leggende del wrestling giapponese.

## Vita privata
Tra il 2 novembre 1971 e il 1987 è stato sposato con l'attrice Mitsuko Baishō, dalla quale ha avuto una figlia, l'attrice Hiroko Inoki. Successivamente si è sposato altre due volte.

## Personaggio

### Mosse finali
- Octopus hold[7]

## Titoli e riconoscimenti
- Cauliflower Alley Club
  - Lou Thesz Award (2004)
- George Tragos/Lou Thesz Professional Wrestling Hall of Fame
  - Classe del 2005
- International Professional Wrestling Hall of Fame
  - Classe del 2021[8]
- Japan Pro Wrestling Alliance
  - NWA International Tag Team Championship (4) – con Shohei Baba
  - All Asia Tag Team Championship (4) – con Michiaki Yoshimura (3) e Kintaro Ohki (1)
  - 11th World Big League
  - 1° e 2° World Tag League - con Kantaro Hoshino e Seiji Sakaguchi
- National Wrestling Federation
  - NWF Heavyweight Championship (4)
- New Japan Pro-Wrestling
  - IWGP Heavyweight Championship (versione originale) (2)
  - IWGP Heavyweight Championship (1)
  - NWA North American Tag Team Championship (Los Angeles/Japan version) (1) – con Seiji Sakaguchi
  - NJPW Real World Championship (1)
  - NJPW IWGP League (1984, 1986, 1987, 1988)
  - NJPW Japan Cup Tag Team League (1986) - con Yoshiaki Fujiwara
  - MSG League (1978–1981)
  - MSG Tag League (1980) - con Bob Backlund
  - MSG Tag League (1982) - con Hulk Hogan
  - MSG Tag League (1983) -con Hulk Hogan
  - MSG Tag League (1984) - con Tatsumi Fujinami
  - Six Man Tag Team Cup League (1988) - Riki Choshu e Kantaro Hoshino[9]
  - World League (1974, 1975)
  - Greatest 18 Club inductee
  - Greatest Wrestlers (classe del 2007)[10]
- NWA Big Time Wrestling
  - NWA Texas Heavyweight Championship (1)
  - NWA World Tag Team Championship (Texas version) (1) – con Duke Keomuka[11][12]
- NWA Hollywood Wrestling
  - NWA North American Tag Team Championship (Los Angeles/Japan version) (1) – con Seiji Sakaguchi
  - NWA United National Championship (1)
- NWA Mid-America
  - NWA World Tag Team Championship (Mid-America version) (1) – con Hiro Matsuda
- Professional Wrestling Hall of Fame and Museum
  - Classe del 2009[13]
- Pro Wrestling This Week
  - Wrestler of the Week (7–13 giugno 1987)[14]
- Tokyo Sports
  - 30th Anniversary Lifetime Achievement Award (1990)[15]
  - 50th Anniversary Lifetime Achievement Award (2010)[16]
  - Best Tag Team Award (1975) - con Seiji Sakaguchi[17]
  - Best Tag Team Award (1981) - con Tatsumi Fujinami[18]
  - Distinguished Service Award (1979, 1982)[17][18]
  - Lifetime Achievement Award (1989, 2022)[18][19]
  - Match of the Year Award (1974) - vs. Strong Kobayashi il 19 marzo 19[17]
  - Match of the Year Award (1975) - vs. Billy Robinson l'11 dicembre[17]
  - Match of the Year Award (1979) - con Giant Baba vs. Abdullah the Butcher e Tiger Jeet Singh il 26 agosto[17]
  - Match of the Year Award (1984) - vs. Riki Choshu il 2 agosto[18]
  - MVP Award (1974, 1976, 1977, 1978, 1980, 1981)[17][18]
  - Special Grand Prize (1983, 1987)[18]
  - Technique Award (1985)[18]
- Universal Wrestling Association
  - UWA World Heavyweight Championship (1)[20]
- World Championship Wrestling
  - WCW Hall of Fame (classe del 1995)
- World Wide Wrestling Federation/World Wrestling Federation/Entertainment
  - WWWF/WWF World Martial Arts Heavyweight Championship (2)
  - WWE Hall of Fame (classe del 2010)
- Wrestling Observer Newsletter
  - Promoter of the Year (2001)
  - Wrestling Observer Newsletter Hall of Fame (Classe del 1996)
- Pro Wrestling Illustrated
  - 34º tra i 500 migliori wrestler singoli nella PWI 500 (1991)
  - 5º tra i 500 migliori wrestler singoli nella PWI Years (2003)
  - 12º, e 44º nella classifica dei migliori 100 tag team nei "PWI Years" (2003) con Tatsumi Fujinami e Hulk Hogan
  - Lifetime Achievement Award
  - Stanley Weston Award (2018)

## Nella cultura di massa
- Antonio Inoki compare nella serie manga e anime L'Uomo Tigre, inizialmente con un ruolo secondario e poi come co-protagonista della seconda serie. Nella serie è l'unico a sconfiggere Tiger Mask, seppur per count-out, di cui in seguito diventerà il miglior amico. Le sue finisher sono la Manjigatame e l'Enzuigiri.
- Viene spesso citato nel manga di Oh! Great Air Gear.
- È citato da J-Ax alla fine della canzone Sempre noi di Max Pezzali, uscita nel 2012.
- È stato anche citato dal rapper italiano Inoki nella canzone Pagine bianche, terza traccia dell'album Fabiano detto Inoki, uscito nel 2005.
- È stato anche citato dalle Trombe di Falloppio nella canzone Il mio nome è Gabriele, quarta traccia del demo-tape Che fine ha fatto Jack la Cayenne.
- Antonio Inoki appare anche in un episodio della serie del 2005 di Doraemon.
- Viene spesso citato nel manga 20th Century Boys.
- Nell'episodio 19 della serie anime Carletto il principe dei mostri i personaggi vanno ad assistere ad un incontro di Inoki.
- Il personaggio Igari Kanji della serie Baki the Grappler è basato sulla sua persona.